# بیماری فون هیپل لیندو
بیماری فون هیپل لیندو (انگلیسی: Von Hippel–Lindau disease) یا سندرم فون هیپل لیندو یک ناهنجاری ژنتیکی نادر است که چندین دستگاه مختلف بدن را درگیر می‌کند. مشخصهٔ این بیماری، کیست‌های احشایی و تومورهای خوش‌خیم است که مکن است به بدخیمی مبدل شوند. این بیماری زیرمجموعه‌ای از ناهنجاری‌های ژنتیکی موسم به فاکوماتوز است و بر جهش در ژن VHL بر روی بازوی کوتاه کروموزوم ۳ ایجاد می‌شود. ۱۵۰۰ گونه از جهش‌های مختلف این ژن تا کنون شناسایی شده است. شیوع بیماری فون هیپل لیندو از هر ۳۶٬۰۰۰ تولد یک نفر است. ضریب نفوذ ژن معیوب بیش از ۹۰ درصد تا سن ۶۵ سالگی است.

## علائم و نشانه‌ها
| نوع تومور/کیست              | شیوع         |
| --------------------------- | ------------ |
| کیست‌های لوزالمعده           | ۵۰–۹۱٪       |
| همانژیوبلاستوم مخچه         | ۴۴–۷۲٪       |
| کیست‌های شبکیهٔ چشم           | ۵۹–۶۳٪       |
| همانژیوبلاستوم شبکیهٔ چشم    | ۴۵–۵۹٪       |
| کارسینوم کلیه               | ۲۴–۴۵٪       |
| همانژیوبلاستوم طناب نخاعی   | ۱۳–۵۹٪       |
| سیست‌آدنوم پاپیلاری اپیدیدیم | ۱۰–۶۰٪ مردان |
| فئوکروموسیتوما              | ۰–۶۰٪        |
| تومور نوراندوکرین لوزالمعده | ۵–۱۷٪        |
| سیست‌آدنوم سروزی لوزالمعده   | ۱۲٪          |
| همانژیوبلاستوم بصل‌النخاع    | ۵٪           |

علائم و نشانه‌های مرتبط با بیماری فون هیپل لیندو شامل سردرد، مشکلات تعادل و راه رفتن، سرگیجه، ضعف اندام‌ها، مشکلات بینایی و فشار خون بالا است.
برخی عوارض یا بیماری‌های مرتبط با بیماری فون هیپل لیندو شامل آنژیوماتوز، همانژیوبلاستوم، فئوکروموسیتوم، کارسینوم کلیه، کیست لوزالمعده (سیست‌آدنوم سروزی لوزالمعده)، تومور کیسه اندولنفاتیک و سیست‌آدنوماهای پاپیلاری دو طرفه اپیدیدیم (در مردان) یا رباط پهن زهدان (در زنان) است. آنژیوماتوز در ۳۷٫۲ درصد از بیماران مبتلا رخ می‌دهد و معمولاً در شبکیه است. در نتیجه از دست دادن بینایی در این بیماران بسیار شایع است. با این حال، سایر اعضای بدن نیز ممکن است درگیر شوند: سکته مغزی، حملات قلبی، و بیماری‌های قلبی-عروقی عوارض رایج دیگر هستند. تقریباً ۴۰٪ از موارد این بیماری با همانژیوبلاستوم دستگاه عصبی مرکزی تظاهر می‌یابد و در حدود ۶۰–۸۰٪ بیماران دیده می‌شود. همانژیوبلاستوماهای ستون فقرات در ۱۳ تا ۵۹ درصد از موارد این بیماری یافت می‌شوند و علامت خاصی هستند زیرا ۸۰ درصد از همانژیوبلاستوماهای ستون فقرات در بیماری فون هیپل لیندو بروز می‌کند. اگرچه همه این تومورها در بیماری فون هیپل لیندو رایج هستند، حدود نیمی از موارد تنها با یک نوع تومور ظاهر می‌شوند.

## درمان
این بیماری درمان قطعی ندارد و درمان آن متمرکز بر مدیریت علائم و جلوگیری از بروز عوارض است. تشخیص زودهنگام و درمان تظاهرات خاص بیماری فون هیپل لیندو می‌تواند به‌طور قابل توجهی عوارض را کاهش دهد و کیفیت زندگی را بهبود بخشد. به همین دلیل، افراد مبتلابه طور معمول از نظر آنژیوم شبکیه، همانژیوبلاستوم دستگاه عصبی مرکزی، کارسینوم سلول شفاف کلیوی و فئوکروموسیتوم غربالگری می‌شوند.
بلزوتیفان دارویی است که برای درمان کارسینوم سلول کلیوی مرتبط با بیماری فون هیپل-لیندو در دست بررسی است.